# Jens Kidman
Jens Kidman, född 8 juni 1966, är sångare och tidigare även gitarrist i det svenska progressive metal-bandet Meshuggah från Umeå.

## Historia
Kidman grundade Meshuggah 1987 tillsammans med gitarristerna Fredrik Thordendal och Johan Sjögren, basist Jörgen Lindmark och trummis Per Sjögren. Kidman lämnade ganska snart bandet för att tillsammans med gitarristen Torbjörn Granström, basisten Peter Nordin och trummisen Niklas Lundgren bilda bandet "Calipash". När Granström i sin tur lämnade "Calipash" rekryterades Thordendal från det splittrade Meshuggah och bandet återtog snart namnet Meshuggah. 
Kidman var från början både gitarrist och vokalist,  men efter debutalbumet "Contradictions Collapse" lämnade han över spelandet till gitarristen Mårten Hagström och koncentrerade sig på sången. Han spelar dock åter gitarr och dessutom bas på 2005 års album "Catch Thirtythree". Kidman har också skrivit några av texterna till Meshuggahs låtar, bland andra Terminal Illusions and Suffer in Truth från albumet Destroy Erase Improve. Meshuggahs album "obZen" (2008) nominerades till en Grammis för bästa hårdrock..
Jens Kidman deltog också 2003 som gästsångare med en låt på Mushroomheads album "XIII".

## Diskografi med Meshuggah

### Demo
- 1989 – Ejaculation of Salvation
- 1991 – Promo 1991
- 1991 – All this Because of Greed
- 1993 – promo 1993
- 1997 – The True Human Design

### EP och singlar
- 1989 – Meshuggah (Psykisk Testbild)
- 1994 – None
- 1995 – Selfcaged
- 2004 – I
- 2008 – Bleed
- 2013 – Pitch Black

### Album
- 1991 – Contradictions Collapse
- 1995 – Destroy Erase Improve
- 1998 – Chaosphere
- 2002 – Nothing
- 2005 – Catch 33
- 2006 – Nothing (Remix/nyinspelade gitarrspår)
- 2008 – obZen
- 2012 – Koloss
- 2016 – The Violent Sleep of Reason
- 2022 – Immutable

### Split
- 1996 – Hypocrisy/Meshuggah split

### Samlingsalbum
- 1998 – Contradictions Collapse & None
- 2001 – Rare Trax